# 笠原町
笠原町（かさはらちょう）は、岐阜県多治見市の町名、およびかつて岐阜県土岐郡に存在した町。郵便番号は507-0901。面積は13.45 km2。

## 地理
多治見市の南東部に位置する。北西に多治見市滝呂町・同市市之倉町、東に岐阜県土岐市、南に愛知県瀬戸市とそれぞれ隣接する。北東部一帯は台地状で、工場や住宅地が多い。町の中心部では笠原川が北西に流れ、その沿岸に水田や住宅地などが集中する。
- 山：深山
- 河川：笠原川

### 人口
2018年（平成30年）9月30日現在の世帯数と人口は以下の通りである。
| 町丁   | 世帯数    | 人口    |
| ------ | --------- | ------- |
| 笠原町 | 4,069世帯 | 9,790人 |

| 年                 | 世帯数 （世帯） | 人口 （人） | 出典  |
| ------------------ | --------------- | ----------- | ----- |
| 1971年（昭和46年） | 2,991           | 12,687      | [ 5 ] |
| 1975年（昭和50年） | 3,363           | 13,273      | [ 5 ] |
| 2010年（平成22年） | 3,550           | 10,277      | [ 1 ] |

### 沿革
ここでは、1951年に廃止した笠原町を笠原町 (1)、2006年に廃止した笠原町を笠原町 (2) とする。
- 1889年（明治22年）7月1日 - 町村制施行により土岐郡笠原村が成立。
- 1923年（大正12年）10月10日 - 町制施行により笠原町 (1) となる。
- 1951年（昭和26年）4月1日 - 笠原町 (1) が多治見市に編入する。
  - この時に多治見市への編入に関し賛成派と反対派に分かれ、一大騒動が起こった事で、後の分立に繋がった[6]。
- 1952年（昭和27年）
  - 4月1日 - 旧笠原町 (1) のうち、滝呂地区を除く区域が多治見市から分立、笠原村 (2) として成立する。町ではなく村として分立したのは、人口が町としての要件を満たさなかったためである[6]。
  - 8月1日 - 町制施行により笠原町 (2) となる。以降一郡一町の自治体となる[6]。
- 2006年（平成18年）1月23日 - 笠原町 (2) が多治見市に編入され、旧笠原町 (2) 域は多治見市笠原町となる。

## 産業
窯業の町として知られ、美濃焼、モザイクタイルの生産で有名である。大正から昭和にかけて窯業関係の産業が主体で、機械化により、陶磁器の輸出が盛んであった。昭和初期に窯業関係の工場は企業整備された。第二次世界大戦中、工場では休業状態であったが、その後1950年代に入るとモザイクタイルの生産が発達し、町内でタイル工場が過半数を占めるに至った。現在でも、旧笠原町地区のみでモザイクタイルの生産量は日本一である。

## 施設

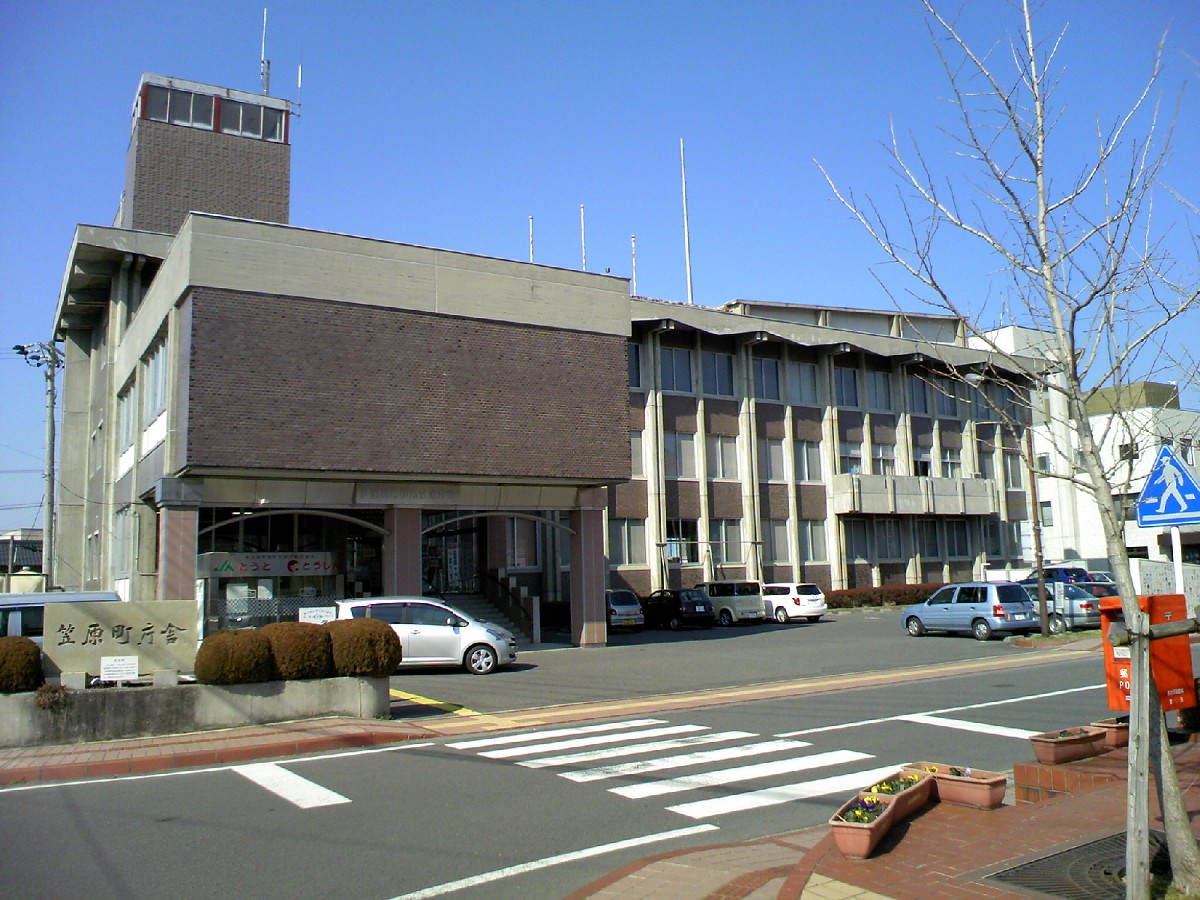
多治見市役所笠原地区事務所
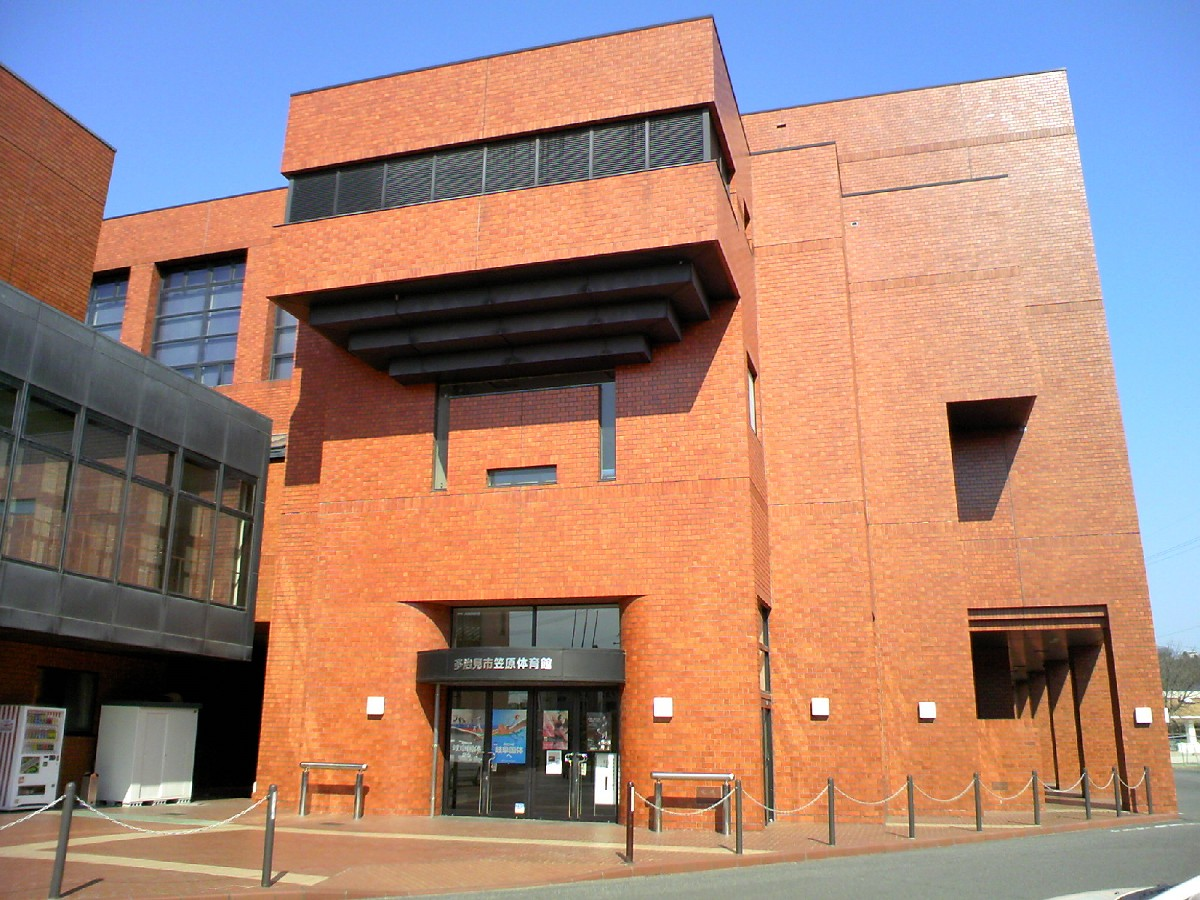
岐阜県警察多治見警察署笠原交番
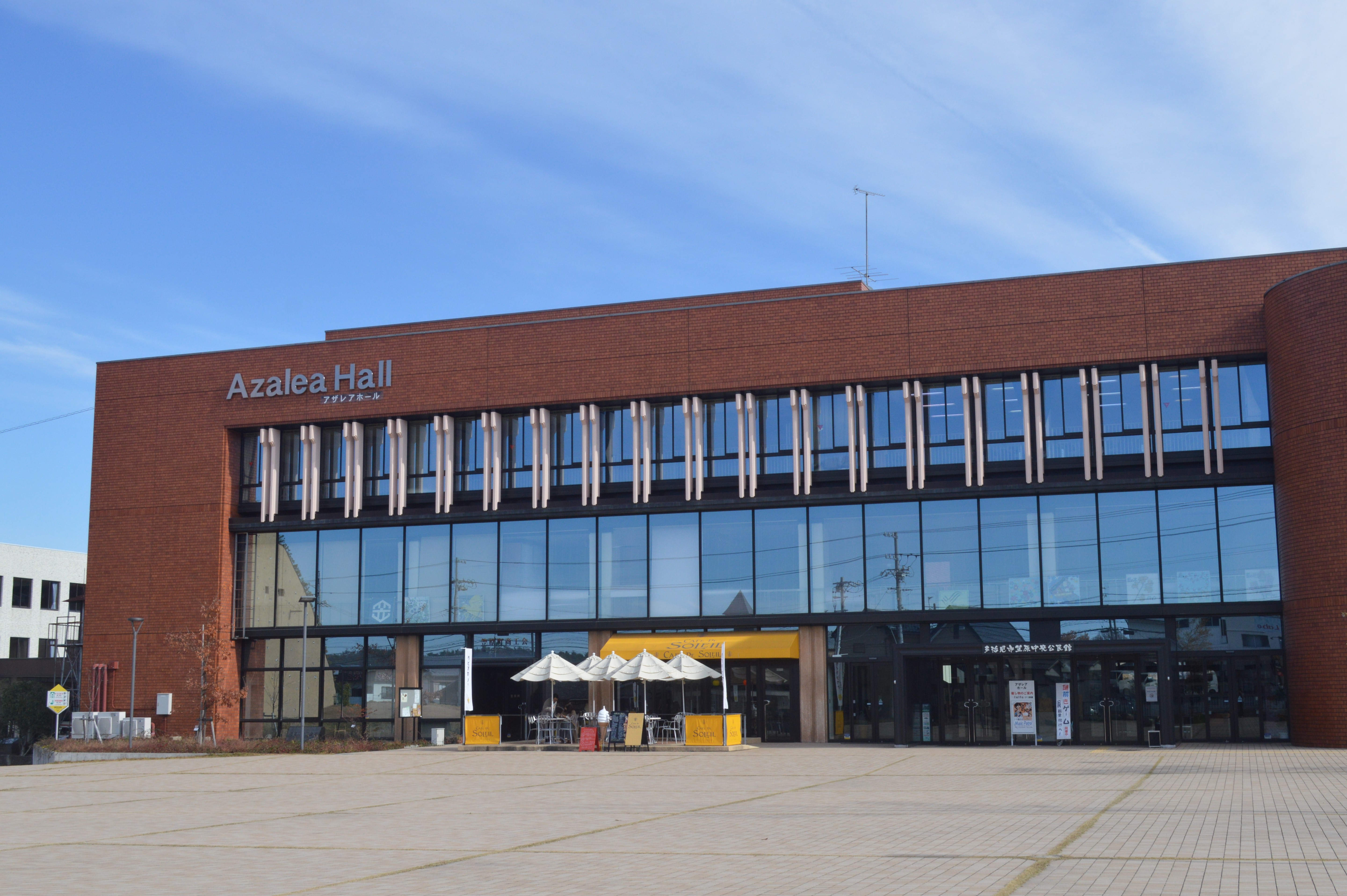
多治見市消防本部笠原消防署
- 多治見市笠原体育館
- 多治見市笠原中央公民館
  - 多治見市図書館笠原分館
- 多治見市立笠原中学校
- 多治見市立笠原小学校
- 笠原郵便局
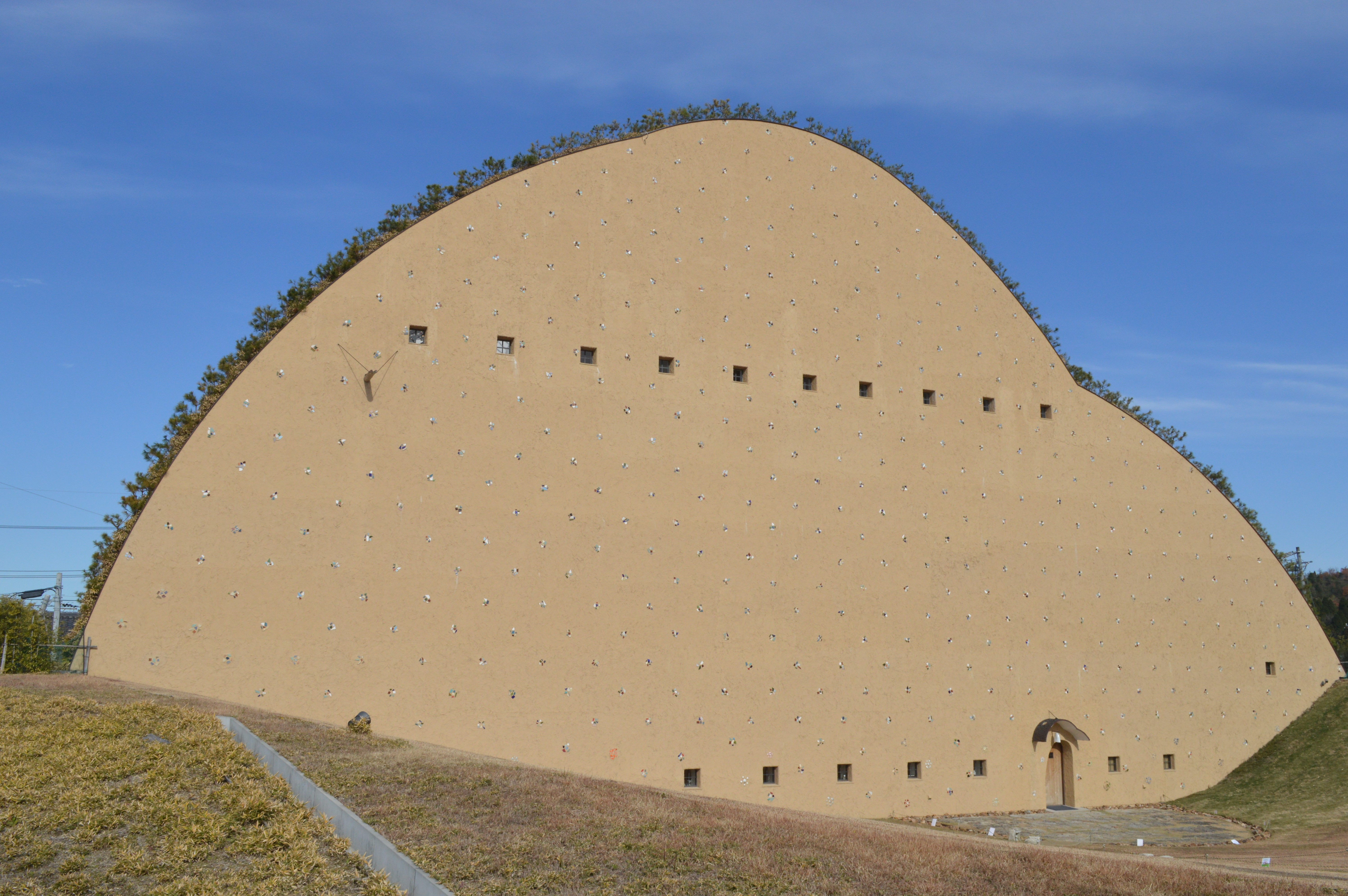
多治見市モザイクタイルミュージアム

- 多治見市役所笠原庁舎
- 多治見市笠原体育館
- 多治見市笠原中央公民館
- 多治見市モザイクタイルミュージアム

## 交通
1928年（昭和3年）に笠原鉄道（後の東濃鉄道笠原線）が新多治見駅と笠原駅間で開通した。1978年（昭和53年）に笠原線は廃線となった。

### 道路
一般国道では、東海環状自動車道（国道475号）が町内の南東部を通っているが、インターチェンジ等はない。
- 主要地方道
  - 岐阜県道13号豊田多治見線
- 一般県道
  - 岐阜県道387号下石笠原市之倉線
  - 岐阜県道388号妻木笠原線

### 路線バス
- 東濃鉄道笠原線・滝呂台線

## 名所・旧跡・観光スポット

かさはら潮見の森

- かさはら潮見の森
- 狐塚古墳（県指定文化財[7]）
- 妙土窯跡（県指定文化財[8]）
- 笠原神明宮

## 出身有名人
- 各務鑛三 - ガラス工芸家。カガミクリスタル創業者。
- 山内逸三 - 窯業技術者。笠原町におけるモザイクタイルの父。
- 鈴木ちなみ - タレント・モデル。
- 杉本太郎 - サッカー選手。
- 長谷川敦弥 - LITALICO社長。